# Kristall-lundlav
Kristall-lundlav (Bacidia absistens) är en lavart som först beskrevs av William Nylander och som fick sitt nu gällande namn av Johann Franz Xaver Arnold. 
Kristall-lundlav ingår i släktet Bacidia och familjen Ramalinaceae. Arten är reproducerande i Sverige. Inga underarter finns listade i Catalogue of Life.